# Polaincourt-et-Clairefontaine
Polaincourt-et-Clairefontaine is een gemeente in het Franse departement Haute-Saône (regio Bourgogne-Franche-Comté). De plaats maakt deel uit van het arrondissement Vesoul. Polaincourt-et-Clairefontaine telde op 1 januari 2022 600 inwoners. Tussen 1131 en 1791 was hier de Abdij van Clairefontaine gevestigd.

## Geografie
De oppervlakte van Polaincourt-et-Clairefontaine bedroeg op 1 januari 2022 21,4 vierkante kilometer; de bevolkingsdichtheid was toen 28 inwoners per km².

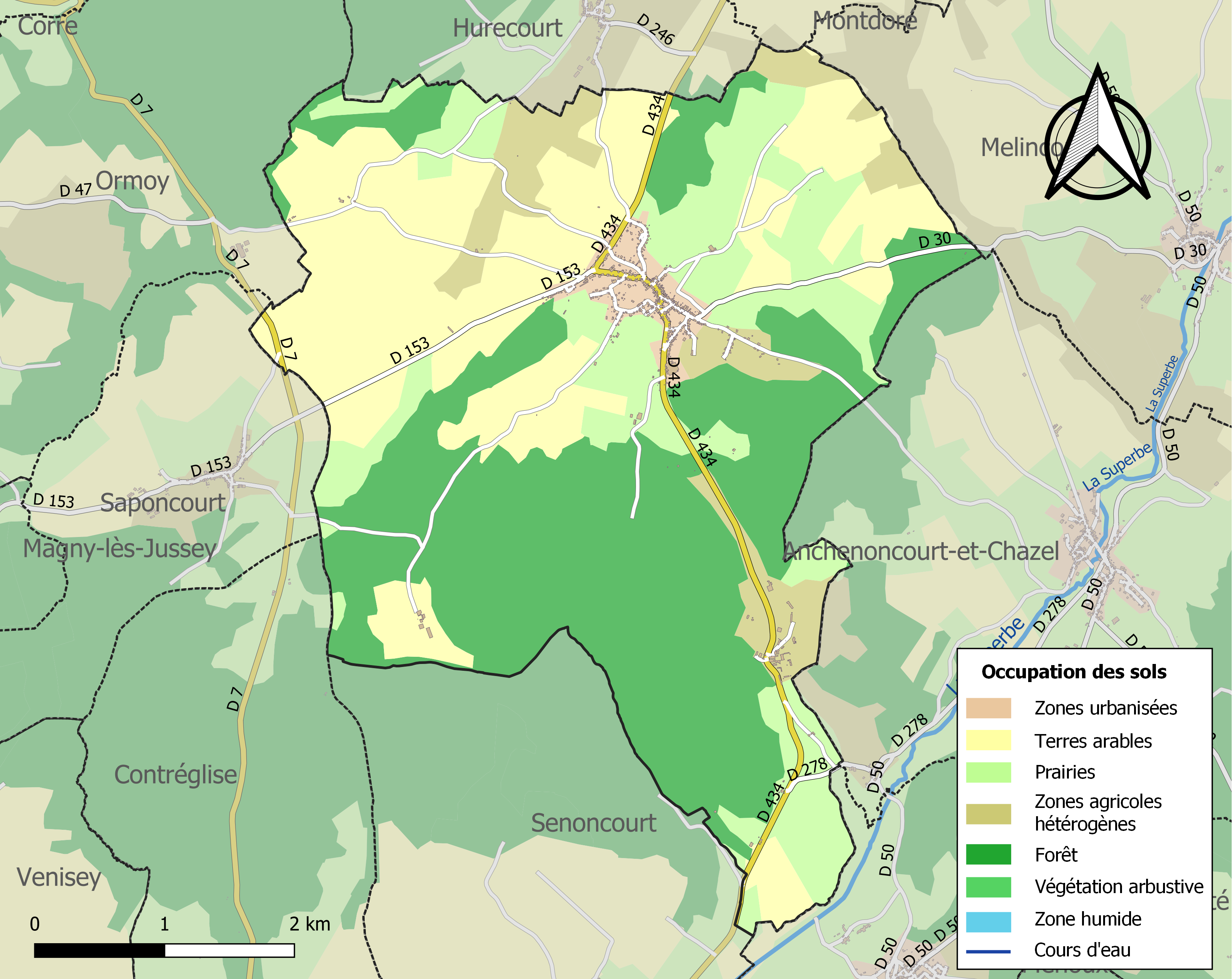
Kaart van de gemeente met de belangrijkste infrastructuur, bodemgebruik en omliggende gemeenten

## Demografie
Onderstaande figuur toont het verloop van het inwonertal (bron: INSEE-tellingen).